# Maria Barbara Keck
Maria Barbara Keck, geboren als Maria Barbara Baschold (geboren vor 1731; gestorben vor 1749) war eine deutsche Buntpapier-Verlegerin.

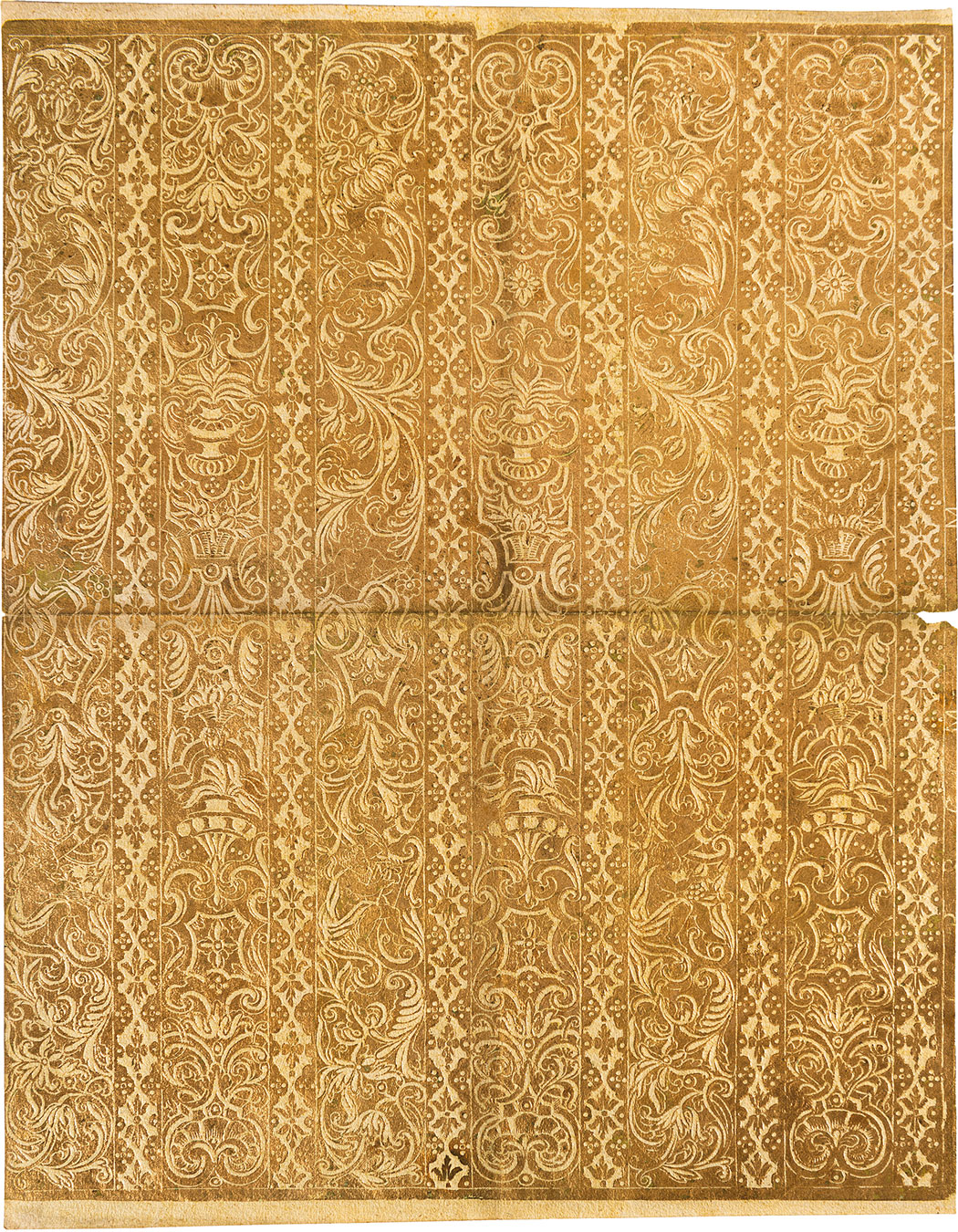
Brokatpapier als Goldprägedruck mit Putten und Signatur CPSCM MBK AV;
Staatsarchiv Wertheim

Sie heiratete am 2. Januar 1731 in Augsburg den aus Büchelbach stammenden Kramer und Goldpapierfabrikanten Chrysosthomus Keck. 1739 verlieh ihr Kaiser Karl VI. ein „Privilegium impressorum“ zur Herstellung von gefärbten Papieren, Gold- und Silberpapier sowie von „Türkisch Papier“.
Nach Kecks Tod heiratete ihr Witwer am 9. Februar 1749 die aus Haunstetten stammende Maria Katharina Ambros.